# فیکشن رکوردز
فیکشن رکوردز (انگلیسی: Fiction Records) یک ناشر موسیقی بریتانیایی است که در سال ۱۹۷۸ توسط کریس پری ایجاد گردید و اکنون تحت مالکیت گروه موسیقی یونیورسال قرار دارد.